# Paramacellodidae
I paramacellodidi (Paramacellodidae Estes, 1983) sono una famiglia di rettili estinti, appartenenti ai sauri. Vissero tra il Giurassico medio e il Cretaceo superiore (tra Bathoniano e Maastrichtiano, circa 167 - 66 milioni di anni fa) e i loro resti fossili sono stati ritrovati in Eurasia, Africa e America Settentrionale.

## Descrizione
Questi animali erano lucertole di piccole/medie dimensioni, ed erano caratterizzati da una sorta di corazza di piastre ossee dorsali (osteodermi) di forma rettangolare, simili a quelle degli odierni coccodrilli. L'aspetto, infatti, doveva ricordare quello di minuscoli coccodrilli. Le fauci erano munite di denti a forma di piolo, che suggeriscono una dieta a base di insetti. 

## Tassonomia
I paramacellodidi sono un gruppo di lucertole estinte, considerate attualmente vicine all'origine degli scincidi e dei cordilidi. Si svilupparono nel corso del Giurassico medio ma si diffusero nel corso del Giurassico superiore per proseguire la loro evoluzione nel Cretaceo inferiore: il ben noto genere Paramacellodus è un genere particolarmente longevo, vissuto tra il Bathoniano e l'Aptiano. Altri generi sono Mimobecklesisaurus e Saurillodon.